# Lista de artistas e músicas participantes no Festival Eurovisão da Canção (I-L)
Esta é uma lista que mostra todos os artistas e canções que concorreram ao Festival Eurovisão da Canção, organizados por país. Ao longo de 54 anos de Festival, foram apresentadas 1151 canções ao concurso, num total de 57,55 horas de música.
| País       | Edição | Selecção                                      | Artista                                     | Canção                                 | Tradução em Português          | Idioma                   | Pontos           | Lugar          |
| ---------- | ------ | --------------------------------------------- | ------------------------------------------- | -------------------------------------- | ------------------------------ | ------------------------ | ---------------- | -------------- |
| Irlanda    | 1965   | Eurosong 1965                                 | Butch Moore                                 | “Walking the Streets in the Rain”      |                                |                          | SF: - / F: -     | SF: - / F: -   |
| Irlanda    | 1966   | Eurosong 1966                                 | Dickie Rock                                 | “Come Back to Stay”                    |                                |                          | SF: - / F: -     | SF: - / F: -   |
| Irlanda    | 1967   | Eurosong 1967                                 | Sean Dunphy                                 | “If I Could Choose”                    |                                |                          | SF: - / F: -     | SF: - / F: -   |
| Irlanda    | 1968   | Eurosong 1968                                 | Pat McGeegan                                | “Chance of a Lifetime”                 |                                |                          | SF: - / F: -     | SF: - / F: -   |
| Irlanda    | 1969   | Eurosong 1969                                 | Muriel Day                                  | “The Wages of Love”                    |                                |                          | SF: - / F: -     | SF: - / F: -   |
| Irlanda    | 1970   | Eurosong 1970                                 | Dana                                        | “All Kinds of Everything”              |                                |                          | SF: - / F: -     | SF: - / F: -   |
| Irlanda    | 1971   | Eurosong 1971                                 | Angela Farrell                              | “One Day Love”                         |                                |                          | SF: - / F: -     | SF: - / F: -   |
| Irlanda    | 1972   | Eurosong 1972                                 | Sandie Jones                                | “Ceol an Ghrá”                         |                                |                          | SF: - / F: -     | SF: - / F: -   |
| Irlanda    | 1973   | Eurosong 1973                                 | Maxi                                        | “Do I Dream”                           |                                |                          | SF: - / F: -     | SF: - / F: -   |
| Irlanda    | 1974   | Eurosong 1974                                 | Tina Reynolds                               | “Cross Your Heart”                     |                                |                          | SF: - / F: -     | SF: - / F: -   |
| Irlanda    | 1975   | Eurosong 1975                                 | The Swarbriggs                              | “That's What Friends Are For”          |                                |                          | SF: - / F: -     | SF: - / F: -   |
| Irlanda    | 1976   | Eurosong 1976                                 | Red Vincent Hurley                          | “When”                                 |                                |                          | SF: - / F: -     | SF: - / F: -   |
| Irlanda    | 1977   | Eurosong 1977                                 | The Swarbriggs Plus Two                     | “It's Nice to Be in Love Again”        |                                |                          | SF: - / F: -     | SF: - / F: -   |
| Irlanda    | 1978   | Eurosong 1978                                 | Colm T. Wilkinson                           | “Born to Sing”                         |                                |                          | SF: - / F: -     | SF: - / F: -   |
| Irlanda    | 1979   | Eurosong 1979                                 | Cathal Dunne                                | “Happy Man”                            |                                |                          | SF: - / F: -     | SF: - / F: -   |
| Irlanda    | 1980   | Eurosong 1980                                 | Johnny Logan                                | “What's Another Year?”                 |                                |                          | SF: - / F: -     | SF: - / F: -   |
| Irlanda    | 1981   | Eurosong 1981                                 | Sheeba                                      | “Horoscopes”                           |                                |                          | SF: - / F: -     | SF: - / F: -   |
| Irlanda    | 1982   | Eurosong 1982                                 | The Duskeys                                 | “Here Today Gone Tomorrow”             |                                |                          | SF: - / F: -     | SF: - / F: -   |
| Irlanda    | 1984   | Eurosong 1984                                 | Linda Martin                                | “Terminal 3”                           |                                |                          | SF: - / F: -     | SF: - / F: -   |
| Irlanda    | 1985   | Eurosong 1985                                 | Maria Christian                             | “Wait Until The Weekend Comes”         |                                |                          | SF: - / F: -     | SF: - / F: -   |
| Irlanda    | 1986   | Eurosong 1986                                 | Luv Bug                                     | “You Can Count On Me”                  |                                |                          | SF: - / F: -     | SF: - / F: -   |
| Irlanda    | 1987   | Eurosong 1987                                 | Johnny Logan                                | “Hold Me Now”                          |                                |                          | SF: - / F: -     | SF: - / F: -   |
| Irlanda    | 1988   | Eurosong 1988                                 | Jump the Gun                                | “Take Him Home”                        |                                |                          | SF: - / F: -     | SF: - / F: -   |
| Irlanda    | 1989   | Eurosong 1989                                 | Kiev Connolly & The Missing Passengers      | “The Real Me”                          |                                |                          | SF: - / F: -     | SF: - / F: -   |
| Irlanda    | 1990   | Eurosong 1990                                 | Liam Reilly                                 | “Somewhere In Europe”                  |                                |                          | SF: - / F: -     | SF: - / F: -   |
| Irlanda    | 1991   | Eurosong 1991                                 | Kim Jackson                                 | “Could It Be That I'm In Love”         |                                |                          | SF: - / F: -     | SF: - / F: -   |
| Irlanda    | 1992   | Eurosong 1992                                 | Linda Martin                                | “Why Me?”                              |                                |                          | SF: - / F: -     | SF: - / F: -   |
| Irlanda    | 1993   | Eurosong 1993                                 | Niamh Kavanagh                              | “In Your Eyes”                         |                                |                          | SF: - / F: -     | SF: - / F: -   |
| Irlanda    | 1994   | Eurosong 1994                                 | Paul Harrington & Charlie McGettigan        | “Rock 'n' Roll Kids”                   |                                |                          | SF: - / F: -     | SF: - / F: -   |
| Irlanda    | 1995   | Eurosong 1995                                 | Eddie Friel                                 | “Dreamin'”                             |                                |                          | SF: - / F: -     | SF: - / F: -   |
| Irlanda    | 1996   | Eurosong 1996                                 | Eimear Quinn                                | “The Voice”                            |                                |                          | SF: - / F: -     | SF: - / F: -   |
| Irlanda    | 1997   | Eurosong 1997                                 | Marc Roberts                                | “Mysterious Woman”                     |                                |                          | SF: - / F: -     | SF: - / F: -   |
| Irlanda    | 1998   | Eurosong 1998                                 | Dawn Martin                                 | “Is Always Over Now?”                  |                                |                          | SF: - / F: -     | SF: - / F: -   |
| Irlanda    | 1999   | Eurosong 1999                                 | The Mullans                                 | “When You Need Me”                     |                                |                          | SF: - / F: -     | SF: - / F: -   |
| Irlanda    | 2000   | Eurosong 2000                                 | Eamonn Toal                                 | “Millennium of Love”                   |                                |                          | SF: - / F: -     | SF: - / F: -   |
| Irlanda    | 2001   | Eurosong 2001                                 | Gary O'Shaughnessy                          | “Without Your Love”                    |                                |                          | SF: - / F: -     | SF: - / F: -   |
| Irlanda    | 2003   | Eurosong 2003                                 | Mickey Harte                                | “We've Got the World”                  |                                |                          | SF: - / F: -     | SF: - / F: -   |
| Irlanda    | 2004   | Eurosong 2004                                 | Chris Doran                                 | “If My World Stopped Turning”          |                                |                          | SF: - / F: -     | SF: - / F: -   |
| Irlanda    | 2005   | Eurosong 2005                                 | Donna & Joe                                 | “Love?”                                |                                |                          | SF: - / F: -     | SF: - / F: -   |
| Irlanda    | 2006   | Eurosong 2006                                 | Brian Kennedy                               | “Every Song Is a Cry for Love”         |                                |                          | SF: - / F: -     | SF: - / F: -   |
| Irlanda    | 2007   | Eurosong 2007                                 | Dervish                                     | “They Can't Stop The Spring”           |                                |                          | SF: - / F: -     | SF: - / F: -   |
| Irlanda    | 2008   | Eurosong 2008                                 | Dustin the Turkey                           | “Irelande Douze Pointe”                |                                |                          | SF: - / F: -     | SF: - / F: -   |
| Irlanda    | 2009   | Eurosong 2009                                 | Sinéad Mulvey & Black Daisy                 | “Et Cetera”                            |                                |                          | SF: - / F: -     | SF: - / F: -   |
| Islândia   | 1986   | Söngvakeppni Sjónvarpsins 1986                | ICY                                         | “Gleðibankinn”                         |                                |                          | SF: - / F: -     | SF: - / F: -   |
| Islândia   | 1987   | Söngvakeppni Sjónvarpsins 1987                | Halla Margrét                               | “Hægt og hljótt”                       |                                |                          | SF: - / F: -     | SF: - / F: -   |
| Islândia   | 1988   | Söngvakeppni Sjónvarpsins 1988                | Beathoven                                   | “Þú og þeir (Sókrates)”                |                                |                          | SF: - / F: -     | SF: - / F: -   |
| Islândia   | 1989   | Söngvakeppni Sjónvarpsins 1989                | Daníel Ágúst                                | “Það sem enginn sér”                   |                                |                          | SF: - / F: -     | SF: - / F: -   |
| Islândia   | 1990   | Söngvakeppni Sjónvarpsins 1990                | Stjórnin                                    | “Eitt lag enn”                         |                                |                          | SF: - / F: -     | SF: - / F: -   |
| Islândia   | 1991   | Söngvakeppni Sjónvarpsins 1991                | Stefán & Eyfi                               | “Draumur um Nínu”                      |                                |                          | SF: - / F: -     | SF: - / F: -   |
| Islândia   | 1992   | Söngvakeppni Sjónvarpsins 1992                | Heart 2 Heart                               | “Nei eða já”                           |                                |                          | SF: - / F: -     | SF: - / F: -   |
| Islândia   | 1993   | Söngvakeppni Sjónvarpsins 1993                | Inga                                        | “Þá veistu svarið”                     |                                |                          | SF: - / F: -     | SF: - / F: -   |
| Islândia   | 1994   | Söngvakeppni Sjónvarpsins 1994                | Sigga                                       | “Nætur”                                |                                |                          | SF: - / F: -     | SF: - / F: -   |
| Islândia   | 1995   | Söngvakeppni Sjónvarpsins 1995                | Bo Halldórsson                              | “Núna”                                 |                                |                          | SF: - / F: -     | SF: - / F: -   |
| Islândia   | 1996   | Söngvakeppni Sjónvarpsins 1996                | Anna Mjöll                                  | “Sjúbídú”                              |                                |                          | SF: - / F: -     | SF: - / F: -   |
| Islândia   | 1997   | Söngvakeppni Sjónvarpsins 1997                | Paul Oscar                                  | “Minn hinsti dans”                     |                                |                          | SF: - / F: -     | SF: - / F: -   |
| Islândia   | 1999   | Söngvakeppni Sjónvarpsins 1999                | Selma                                       | “All Out of Luck”                      |                                |                          | SF: - / F: -     | SF: - / F: -   |
| Islândia   | 2000   | Söngvakeppni Sjónvarpsins 2000                | August & Telma                              | “Tell Me!”                             |                                |                          | SF: - / F: -     | SF: - / F: -   |
| Islândia   | 2001   | Söngvakeppni Sjónvarpsins 2001                | Two Tricky                                  | “Angel”                                |                                |                          | SF: - / F: -     | SF: - / F: -   |
| Islândia   | 2003   | Söngvakeppni Sjónvarpsins 2003                | Birgitta                                    | “Open Your Heart”                      |                                |                          | SF: - / F: -     | SF: - / F: -   |
| Islândia   | 2004   | Söngvakeppni Sjónvarpsins 2004                | Jónsi                                       | “Heaven”                               |                                |                          | SF: - / F: -     | SF: - / F: -   |
| Islândia   | 2005   | Söngvakeppni Sjónvarpsins 2005                | Selma                                       | “If I Had Your Love”                   |                                |                          | SF: - / F: -     | SF: - / F: -   |
| Islândia   | 2006   | Söngvakeppni Sjónvarpsins 2006                | Silvia Night                                | “Congratulations”                      |                                |                          | SF: - / F: -     | SF: - / F: -   |
| Islândia   | 2007   | Söngvakeppni Sjónvarpsins 2007                | Eiríkur Hauksson                            | “Valentine Lost”                       |                                |                          | SF: - / F: -     | SF: - / F: -   |
| Islândia   | 2008   | Laugardagslögin 2008                          | Euroband                                    | “This Is My Life”                      |                                |                          | SF: - / F: -     | SF: - / F: -   |
| Islândia   | 2009   | Söngvakeppni Sjónvarpsins 2009                | Yohanna                                     | “Is It True?”                          | É Verdade?                     | Inglês                   | SF: - / F: -     | SF: - / F: -   |
| Israel     | 1973   | Kdam Eurovision 1973                          | Ilanit                                      | “Ey Sham”                              |                                |                          | SF- - / F- 97    | SF- - / F- 4º  |
| Israel     | 1974   | Kdam Eurovision 1974                          | Kaveret                                     | “Natati La Khayay”                     |                                |                          | SF- - / F- 11    | SF- - / F- 7º  |
| Israel     | 1975   | Kdam Eurovision 1975                          | Shlomo Artzi                                | “At Va'Ani”                            |                                |                          | SF- - / F- 40    | SF- - / F- 11º |
| Israel     | 1976   | Kdam Eurovision 1976                          | Shokolad Menta Mastik                       | “Emor Shalom”                          |                                |                          | SF- - / F- 77    | SF- - / F- 6º  |
| Israel     | 1977   | Kdam Eurovision 1977                          | Ilanit                                      | “Ahava Hi Shir Lishnayim”              |                                |                          | SF- - / F- 49    | SF- - / F- 11º |
| Israel     | 1978   | Kdam Eurovision 1978                          | Izhar Cohen & the Alphabeta                 | “A-Ba-Ni-Bi”                           |                                |                          | SF- - / F- 157   | SF- - / F- 1º  |
| Israel     | 1979   | Kdam Eurovision 1979                          | Gali Atari & Milk and Honey                 | “Hallelujah”                           |                                |                          | SF- - / F- 125   | SF- - / F- 1º  |
| Israel     | 1981   | Kdam Eurovision 1981                          | Hakol Over Habibi                           | “Halayla”                              |                                |                          | SF- - / F- 56    | SF- - / F- 7º  |
| Israel     | 1982   | Kdam Eurovision 1982                          | Avi Toledano                                | “Hora”                                 |                                |                          | SF- - / F- 100   | SF- - / F- 2º  |
| Israel     | 1983   | Kdam Eurovision 1983                          | Ofra Haza                                   | “Khay”                                 |                                |                          | SF- - / F- 136   | SF- - / F- 2º  |
| Israel     | 1985   | Kdam Eurovision 1985                          | Izhar Cohen                                 | “Olé, Olé”                             |                                |                          | SF- - / F- 93    | SF- - / F- 5º  |
| Israel     | 1986   | Kdam Eurovision 1986                          | Moti Giladi & Sarai Tzuriel                 | “Yavo Yom”                             |                                |                          | SF- - / F- 7     | SF- - / F- 19º |
| Israel     | 1987   | Kdam Eurovision 1987                          | Datner & Kushnir                            | “Shir Habatlanim”                      |                                |                          | SF- - / F- 73    | SF- - / F- 8º  |
| Israel     | 1988   | Kdam Eurovision 1988                          | Yardena Arazi                               | “Ben Adam”                             |                                |                          | SF- - / F- 85    | SF- - / F- 7º  |
| Israel     | 1989   | Kdam Eurovision 1989                          | Gili & Galit                                | “Derekh Hamelekh”                      |                                |                          | SF- - / F- 50    | SF- - / F- 12º |
| Israel     | 1990   | Kdam Eurovision 1990                          | Rita                                        | “Shara Barkhovot”                      |                                |                          | SF- - / F- 16    | SF- - / F- 18º |
| Israel     | 1991   | Kdam Eurovision 1991                          | Duo Datz                                    | “Kan”                                  |                                |                          | SF- - / F- 139   | SF- - / F- 3º  |
| Israel     | 1992   | Kdam Eurovision 1992                          | Dafna Dekel                                 | “Ze Rak Sport”                         |                                |                          | SF- - / F- 85    | SF- - / F- 6º  |
| Israel     | 1993   | Kdam Eurovision 1993                          | Sarah'le Sharon & The Shiru Group           | “Shiru”                                |                                |                          | SF- - / F- 4     | SF- - / F- 24º |
| Israel     | 1995   | Kdam Eurovision 1995                          | Liora                                       | “Amen”                                 |                                |                          | SF- - / F- 81    | SF- - / F- 8º  |
| Israel     | 1998   | Kdam Eurovision 1998                          | Dana International                          | “Diva”                                 |                                |                          | SF- - / F- 174   | SF- - / F- 1º  |
| Israel     | 1999   | Kdam Eurovision 1999                          | Eden                                        | “Yom Huledet (Happy Birthday)”         |                                |                          | SF- - / F- 93    | SF- - / F- 5º  |
| Israel     | 2000   | Kdam Eurovision 2000                          | PingPong                                    | “Sameyakh”                             |                                |                          | SF- - / F- 7     | SF- - / F- 22º |
| Israel     | 2001   | Kdam Eurovision 2001                          | Tal Sondak                                  | “En Davar”                             |                                |                          | SF- - / F- 25    | SF- - / F- 16º |
| Israel     | 2002   | Kdam Eurovision 2002                          | Sarit Hadad                                 | “Nadlik Beyakhad Ner (Light A Candle)” |                                |                          | SF- - / F- 37    | SF- - / F- 12º |
| Israel     | 2003   | Kdam Eurovision 2003                          | Lior Narkis                                 | “Milim La'ahava”                       |                                |                          | SF- - / F- 17    | SF- - / F- 19º |
| Israel     | 2004   | Kdam Eurovision 2004                          | David D'Or                                  | “Leha'amin”                            |                                |                          | SF- 57 / F- -    | SF- 11º / F- - |
| Israel     | 2005   | Kdam Eurovision 2005                          | Shiri Maimon                                | “Hasheket Shenish'ar”                  |                                |                          | SF- 158 / F- 154 | SF- 7º / F- 4º |
| Israel     | 2006   | Kdam Eurovision 2006                          | Eddie Butler                                | “Together We Are One”                  |                                |                          | SF- - / F- 4     | SF- - / F- 23º |
| Israel     | 2007   | Selecção Interna de 2007                      | Teapacks                                    | “Push the Button”                      |                                |                          | SF- - / F- 17    | SF- - / F- 24º |
| Israel     | 2008   | Selecção Interna, Kdam Eurovision 2008        | Boaz                                        | “The Fire In Your Eyes”                |                                |                          | SF- 104 / F- 124 | SF- 5º / F- 9º |
| Israel     | 2009   | Selecção Interna, Kdam Eurovision 2009        | Noa & Mira Awad                             | “There Must Be Another Way”            | Tem de Haver uma Outra Maneira | Inglês, Hebraico e Árabe | SF- - / F- -     | SF- - / F- -   |
| Itália     | 1956   | Festival della canzone italiana 1956          | Franca Raimondi                             | “Aprite le finestre”                   |                                |                          | SF: - / F: -     | SF: - / F: -   |
| Itália     | 1956   | Festival della canzone italiana 1956          | Tonina Torrielli                            | “Amami se vuoi”                        |                                |                          | SF: - / F: -     | SF: - / F: -   |
| Itália     | 1957   | Festival della canzone italiana 1957          | Nunzio Gallo                                | “Corde della mia chitarra”             |                                |                          | SF: - / F: -     | SF: - / F: -   |
| Itália     | 1958   | Festival della canzone italiana 1958          | Domenico Modugno                            | “Nel blu, dipinto di blu (Volare)”     |                                |                          | SF: - / F: -     | SF: - / F: -   |
| Itália     | 1959   | Festival della canzone italiana 1959          | Domenico Modugno                            | “Piove (Ciao, ciao bambina)”           |                                |                          | SF: - / F: -     | SF: - / F: -   |
| Itália     | 1960   | Festival della canzone italiana 1960          | Renato Rascel                               | “Romantica”                            |                                |                          | SF: - / F: -     | SF: - / F: -   |
| Itália     | 1961   | Festival della canzone italiana 1961          | Betty Curtis                                | “Al di là”                             |                                |                          | SF: - / F: -     | SF: - / F: -   |
| Itália     | 1962   | Festival della canzone italiana 1962          | Claudio Villa                               | “Addio, addio”                         |                                |                          | SF: - / F: -     | SF: - / F: -   |
| Itália     | 1963   | Festival della canzone italiana 1963          | Emilio Pericoli                             | “Uno per tutte”                        |                                |                          | SF: - / F: -     | SF: - / F: -   |
| Itália     | 1964   | Festival della canzone italiana 1964          | Gigliola Cinquetti                          | “Non ho l'età”                         |                                |                          | SF: - / F: -     | SF: - / F: -   |
| Itália     | 1965   | Festival della canzone italiana 1965          | Bobby Solo                                  | “Se piangi, se ridi”                   |                                |                          | SF: - / F: -     | SF: - / F: -   |
| Itália     | 1966   | Festival della canzone italiana 1966          | Domenico Modugno                            | “Dio, come ti amo”                     |                                |                          | SF: - / F: -     | SF: - / F: -   |
| Itália     | 1967   | Festival della canzone italiana 1967          | Claudio Villa                               | “Non andare più lontano”               |                                |                          | SF: - / F: -     | SF: - / F: -   |
| Itália     | 1968   | Festival della canzone italiana 1968          | Sergio Endrigo                              | “Marianne”                             |                                |                          | SF: - / F: -     | SF: - / F: -   |
| Itália     | 1969   | Festival della canzone italiana 1969          | Iva Zanicchi                                | “Due grosse lacrime bianche”           |                                |                          | SF: - / F: -     | SF: - / F: -   |
| Itália     | 1970   | Festival della canzone italiana 1970          | Gianni Morandi                              | “Occhi di ragazza”                     |                                |                          | SF: - / F: -     | SF: - / F: -   |
| Itália     | 1971   | Festival della canzone italiana 1971          | Massimo Ranieri                             | “L'amore è un attimo”                  |                                |                          | SF: - / F: -     | SF: - / F: -   |
| Itália     | 1972   | Festival della canzone italiana 1972          | Nicola di Bari                              | “I giorni dell'arcobaleno”             |                                |                          | SF: - / F: -     | SF: - / F: -   |
| Itália     | 1973   | Festival della canzone italiana 1973          | Massimo Ranieri                             | “Chi sarà”                             |                                |                          | SF: - / F: -     | SF: - / F: -   |
| Itália     | 1974   | Festival della canzone italiana 1974          | Gigliola Cinquetti                          | “Sì”                                   |                                |                          | SF: - / F: -     | SF: - / F: -   |
| Itália     | 1975   | Festival della canzone italiana 1975          | Wess & Dori Ghezzi                          | “Era”                                  |                                |                          | SF: - / F: -     | SF: - / F: -   |
| Itália     | 1976   | Festival della canzone italiana 1976          | Al Bano & Romina Power                      | “We'll Live It All Again”              |                                |                          | SF: - / F: -     | SF: - / F: -   |
| Itália     | 1977   | Festival della canzone italiana 1977          | Mia Martini                                 | “Libera”                               |                                |                          | SF: - / F: -     | SF: - / F: -   |
| Itália     | 1978   | Festival della canzone italiana 1978          | Ricchi e Poveri                             | “Questo amore”                         |                                |                          | SF: - / F: -     | SF: - / F: -   |
| Itália     | 1979   | Festival della canzone italiana 1979          | Matia Bazar                                 | “Raggio di luna”                       |                                |                          | SF: - / F: -     | SF: - / F: -   |
| Itália     | 1980   | Festival della canzone italiana 1980          | Alan Sorrenti                               | “Non so che darei”                     |                                |                          | SF: - / F: -     | SF: - / F: -   |
| Itália     | 1983   | Festival della canzone italiana 1983          | Riccardo Fogli                              | “Per Lucia”                            |                                |                          | SF: - / F: -     | SF: - / F: -   |
| Itália     | 1984   | Festival della canzone italiana 1984          | Alice & Battiato                            | “I treni di Tozeur”                    |                                |                          | SF: - / F: -     | SF: - / F: -   |
| Itália     | 1985   | Festival della canzone italiana 1985          | Al Bano & Romina Power                      | “Magic Oh Magic”                       |                                |                          | SF: - / F: -     | SF: - / F: -   |
| Itália     | 1987   | Festival della canzone italiana 1987          | Umberto Tozzi & Raf                         | “Gente di mare”                        |                                |                          | SF: - / F: -     | SF: - / F: -   |
| Itália     | 1988   | Festival della canzone italiana 1988          | Luca Barbarossa                             | “Vivo (Ti scrivo)”                     |                                |                          | SF: - / F: -     | SF: - / F: -   |
| Itália     | 1989   | Festival della canzone italiana 1989          | Anna Oxa & Fausto Leali                     | “Avrei voluto”                         |                                |                          | SF: - / F: -     | SF: - / F: -   |
| Itália     | 1990   | Festival della canzone italiana 1990          | Toto Cutugno                                | “Insieme: 1992”                        |                                |                          | SF: - / F: -     | SF: - / F: -   |
| Itália     | 1991   | Festival della canzone italiana 1991          | Peppino di Capri                            | “Comme è ddoce 'o mare”                |                                |                          | SF: - / F: -     | SF: - / F: -   |
| Itália     | 1992   | Festival della canzone italiana 1992          | Mia Martini                                 | “Rapsodia”                             |                                |                          | SF: - / F: -     | SF: - / F: -   |
| Itália     | 1993   | Festival della canzone italiana 1993          | Enrico Ruggeri                              | “Sole d'Europa”                        |                                |                          | SF: - / F: -     | SF: - / F: -   |
| Itália     | 1997   | Festival della canzone italiana 1997          | Jalisse                                     | “Fiumi di parole”                      |                                |                          | SF: - / F: -     | SF: - / F: -   |
| Iugoslávia | 1961   | Jugoslavenski izbor za pjesmu Eurovizije 1961 | Ljiljana Petrović                           | “Neke davne zvezde”                    |                                |                          | SF: - / F: -     | SF: - / F: -   |
| Iugoslávia | 1962   | Jugoslavenski izbor za pjesmu Eurovizije 1962 | Lola Novaković                              | “Ne pali svetla u sumrak”              |                                |                          | SF: - / F: -     | SF: - / F: -   |
| Iugoslávia | 1963   | Jugoslavenski izbor za pjesmu Eurovizije 1963 | Vice Vukov                                  | “Brodovi”                              |                                |                          | SF: - / F: -     | SF: - / F: -   |
| Iugoslávia | 1964   | Jugoslavenski izbor za pjesmu Eurovizije 1964 | Sabahudin Kurt                              | “Život je sklopio krug”                |                                |                          | SF: - / F: -     | SF: - / F: -   |
| Iugoslávia | 1965   | Jugoslavenski izbor za pjesmu Eurovizije 1965 | Vice Vukov                                  | “Čežnja”                               |                                |                          | SF: - / F: -     | SF: - / F: -   |
| Iugoslávia | 1966   | Jugoslavenski izbor za pjesmu Eurovizije 1966 | Berta Ambrož                                | “Brez besed”                           |                                |                          | SF: - / F: -     | SF: - / F: -   |
| Iugoslávia | 1967   | Jugoslavenski izbor za pjesmu Eurovizije 1967 | Lado Leskovar                               | “Vse rože sveta”                       |                                |                          | SF: - / F: -     | SF: - / F: -   |
| Iugoslávia | 1968   | Jugoslavenski izbor za pjesmu Eurovizije 1968 | Luči Kapurso & Hamo Hajdarhodžić            | “Jedan dan”                            |                                |                          | SF: - / F: -     | SF: - / F: -   |
| Iugoslávia | 1969   | Jugoslavenski izbor za pjesmu Eurovizije 1969 | Ivan & 3M                                   | “Pozdrav svijetu”                      |                                |                          | SF: - / F: -     | SF: - / F: -   |
| Iugoslávia | 1970   | Jugoslavenski izbor za pjesmu Eurovizije 1970 | Eva Sršen                                   | “Pridi, dala ti bom cvet”              |                                |                          | SF: - / F: -     | SF: - / F: -   |
| Iugoslávia | 1971   | Jugoslavenski izbor za pjesmu Eurovizije 1971 | Kićo Slabinac                               | “Tvoj dječak je tužan”                 |                                |                          | SF: - / F: -     | SF: - / F: -   |
| Iugoslávia | 1972   | Jugoslavenski izbor za pjesmu Eurovizije 1972 | Tereza Kesovija                             | “Muzika i ti”                          |                                |                          | SF: - / F: -     | SF: - / F: -   |
| Iugoslávia | 1973   | Jugoslavenski izbor za pjesmu Eurovizije 1973 | Zdravko Čolić                               | “Gori vatra”                           |                                |                          | SF: - / F: -     | SF: - / F: -   |
| Iugoslávia | 1974   | Jugoslavenski izbor za pjesmu Eurovizije 1974 | Korni grupa                                 | “Moja generacija”                      |                                |                          | SF: - / F: -     | SF: - / F: -   |
| Iugoslávia | 1975   | Jugoslavenski izbor za pjesmu Eurovizije 1975 | Pepel in Kri                                | “Dan ljubezni”                         |                                |                          | SF: - / F: -     | SF: - / F: -   |
| Iugoslávia | 1976   | Jugoslavenski izbor za pjesmu Eurovizije 1976 | Ambasadori                                  | “Ne mogu skriti svoj bol”              |                                |                          | SF: - / F: -     | SF: - / F: -   |
| Iugoslávia | 1981   | Jugoslavenski izbor za pjesmu Eurovizije 1981 | Vajta                                       | “Leila”                                |                                |                          | SF: - / F: -     | SF: - / F: -   |
| Iugoslávia | 1982   | Jugoslavenski izbor za pjesmu Eurovizije 1982 | Aska                                        | “Halo Halo”                            |                                |                          | SF: - / F: -     | SF: - / F: -   |
| Iugoslávia | 1983   | Jugoslavenski izbor za pjesmu Eurovizije 1983 | Daniel                                      | “Džuli”                                |                                |                          | SF: - / F: -     | SF: - / F: -   |
| Iugoslávia | 1984   | Jugoslavenski izbor za pjesmu Eurovizije 1984 | Vlado & Isolda                              | “Ciao, Amore”                          |                                |                          | SF: - / F: -     | SF: - / F: -   |
| Iugoslávia | 1986   | Jugoslavenski izbor za pjesmu Eurovizije 1986 | Doris Dragović                              | “Željo moja”                           |                                |                          | SF: - / F: -     | SF: - / F: -   |
| Iugoslávia | 1987   | Jugoslavenski izbor za pjesmu Eurovizije 1987 | Novi fosili                                 | “Ja sam za ples”                       |                                |                          | SF: - / F: -     | SF: - / F: -   |
| Iugoslávia | 1988   | Jugoslavenski izbor za pjesmu Eurovizije 1988 | Srebrna krila                               | “Mangup”                               |                                |                          | SF: - / F: -     | SF: - / F: -   |
| Iugoslávia | 1989   | Jugoslavenski izbor za pjesmu Eurovizije 1989 | Riva                                        | “Rock me”                              |                                |                          | SF: - / F: -     | SF: - / F: -   |
| Iugoslávia | 1990   | Jugoslavenski izbor za pjesmu Eurovizije 1990 | Tajči                                       | “Hajde da ludujemo”                    |                                |                          | SF: - / F: -     | SF: - / F: -   |
| Iugoslávia | 1991   | Jugoslavenski izbor za pjesmu Eurovizije 1991 | Bebi Dol                                    | “Brazil”                               |                                |                          | SF: - / F: -     | SF: - / F: -   |
| Iugoslávia | 1992   | Jugoslavenski izbor za pjesmu Eurovizije 1992 | Extra Nena                                  | “Ljubim te pesmama”                    |                                |                          | SF: - / F: -     | SF: - / F: -   |
| Letónia    | 2000   | Eirodziesma 2000                              | Brainstorm                                  | “My Star”                              |                                |                          | SF: - / F: -     | SF: - / F: -   |
| Letónia    | 2001   | Eirodziesma 2001                              | Arnis Mednis                                | “Too Much”                             |                                |                          | SF: - / F: -     | SF: - / F: -   |
| Letónia    | 2003   | Eirodziesma 2002                              | Marie N                                     | “I Wanna”                              |                                |                          | SF: - / F: -     | SF: - / F: -   |
| Letónia    | 2003   | Eirodziesma 2003                              | F.L.Y.                                      | “Hello From Mars”                      |                                |                          | SF: - / F: -     | SF: - / F: -   |
| Letónia    | 2004   | Eirodziesma 2004                              | Fomins & Kleins                             | “Dziesma par laimi”                    |                                |                          | SF: - / F: -     | SF: - / F: -   |
| Letónia    | 2005   | Eirodziesma 2005                              | Walters & Kazha                             | “The War Is Not Over”                  |                                |                          | SF: - / F: -     | SF: - / F: -   |
| Letónia    | 2006   | Eirodziesma 2006                              | Vocal Group Cosmos                          | “I Hear Your Heart”                    |                                |                          | SF: - / F: -     | SF: - / F: -   |
| Letónia    | 2007   | Eirodziesma 2007                              | Bonaparti.lv                                | “Questa notte”                         |                                |                          | SF: - / F: -     | SF: - / F: -   |
| Letónia    | 2008   | Eirodziesma 2008                              | Pirates of the Sea                          | “Wolves of the Sea”                    |                                |                          | SF: - / F: -     | SF: - / F: -   |
| Letónia    | 2009   | Eirodziesma 2009                              | Intars Busulis                              | “Probka (Пробка)”                      |                                |                          | SF: - / F: -     | SF: - / F: -   |
| Líbano     | 2005   | Selecção Interna de 2005                      | Aline Lahoud                                | "Quand tout s'enfuit"                  | Quando tudo foge               | Francês                  | Desistiu         | Desistiu       |
| Lituânia   | 1994   | Lietuvos Dainų Daina 1994                     | Ovidijus Vyšniauskas                        | “Lopšinė mylimai”                      |                                |                          | SF: - / F: -     | SF: - / F: -   |
| Lituânia   | 1999   | Lietuvos Dainų Daina 1999                     | Aistė                                       | “Strazdas”                             |                                |                          | SF: - / F: -     | SF: - / F: -   |
| Lituânia   | 2001   | Lietuvos Dainų Daina 2001                     | SKAMP                                       | “You Got Style”                        |                                |                          | SF: - / F: -     | SF: - / F: -   |
| Lituânia   | 2002   | Lietuvos Dainų Daina 2002                     | Aivaras                                     | “Happy You”                            |                                |                          | SF: - / F: -     | SF: - / F: -   |
| Lituânia   | 2004   | Lietuvos Dainų Daina 2004                     | Linas and Simona                            | “What's Happened To Your Love?”        |                                |                          | SF: - / F: -     | SF: - / F: -   |
| Lituânia   | 2005   | Lietuvos Dainų Daina 2005                     | Laura & The Lovers                          | “Little by Little”                     |                                |                          | SF: - / F: -     | SF: - / F: -   |
| Lituânia   | 2006   | Lietuvos Dainų Daina 2006                     | LT United                                   | “We Are The Winners”                   |                                |                          | SF: - / F: -     | SF: - / F: -   |
| Lituânia   | 2007   | Lietuvos Dainų Daina 2007                     | 4Fun                                        | “Love or Leave”                        |                                |                          | SF: - / F: -     | SF: - / F: -   |
| Lituânia   | 2008   | Lietuvos Dainų Daina 2008                     | Jeronimas Milius                            | “Nomads in the Night”                  |                                |                          | SF: - / F: -     | SF: - / F: -   |
| Lituânia   | 2009   | Lietuvos Dainų Daina 2009                     | Sasha Son                                   | “Love (Pasiklydes žmogus)”             | Amor (O Homem Perdido)         | Lituano, Inglês          | SF: - / F: -     | SF: - / F: -   |
| Luxemburgo | 1956   | Selecção Interna de 1956                      | Michèle Arnaud                              | “Ne crois pas”                         |                                |                          | SF: - / F: -     | SF: - / F: -   |
| Luxemburgo | 1956   | Selecção Interna de 1956                      | Michèle Arnaud                              | “Les amants de minuit”                 |                                |                          | SF: - / F: -     | SF: - / F: -   |
| Luxemburgo | 1957   | Selecção Interna de 1957                      | Danièle Dupré                               | “Amours mortes (tant de peine)”        |                                |                          | SF: - / F: -     | SF: - / F: -   |
| Luxemburgo | 1958   | Selecção Interna de 1958                      | Solange Berry                               | “Un grand amour”                       |                                |                          | SF: - / F: -     | SF: - / F: -   |
| Luxemburgo | 1960   | Selecção Interna de 1960                      | Camillo Felgen                              | “So laang we's du do bast”             |                                |                          | SF: - / F: -     | SF: - / F: -   |
| Luxemburgo | 1961   | Selecção Interna de 1961                      | Jean-Claude Pascal                          | “Nous les amoureux”                    |                                |                          | SF: - / F: -     | SF: - / F: -   |
| Luxemburgo | 1962   | Selecção Interna de 1962                      | Camillo Felgen                              | “Petit bonhomme”                       |                                |                          | SF: - / F: -     | SF: - / F: -   |
| Luxemburgo | 1963   | Selecção Interna de 1963                      | Nana Mouskouri                              | “À force de prier”                     |                                |                          | SF: - / F: -     | SF: - / F: -   |
| Luxemburgo | 1964   | Selecção Interna de 1964                      | Hugues Aufray                               | “Dès que le printemps revient”         |                                |                          | SF: - / F: -     | SF: - / F: -   |
| Luxemburgo | 1965   | Selecção Interna de 1965                      | France Gall                                 | “Poupée de cire, poupée de son”        |                                |                          | SF: - / F: -     | SF: - / F: -   |
| Luxemburgo | 1966   | Selecção Interna de 1966                      | Michèle Torr                                | “Ce soir je t'attendais”               |                                |                          | SF: - / F: -     | SF: - / F: -   |
| Luxemburgo | 1967   | Selecção Interna de 1967                      | Vicky Leandros                              | “L'amour est bleu”                     |                                |                          | SF: - / F: -     | SF: - / F: -   |
| Luxemburgo | 1968   | Selecção Interna de 1968                      | Chris Baldo & Sophie Garel                  | “Nous vivrons d'amour”                 |                                |                          | SF: - / F: -     | SF: - / F: -   |
| Luxemburgo | 1969   | Selecção Interna de 1969                      | Romauld                                     | “Catherine”                            |                                |                          | SF: - / F: -     | SF: - / F: -   |
| Luxemburgo | 1970   | Selecção Interna de 1970                      | David Alexandre Winter                      | “Je suis tombé du ciel”                |                                |                          | SF: - / F: -     | SF: - / F: -   |
| Luxemburgo | 1971   | Selecção Interna de 1971                      | Monique Melsen                              | “Pomme, pomme, pomme”                  |                                |                          | SF: - / F: -     | SF: - / F: -   |
| Luxemburgo | 1972   | Selecção Interna de 1972                      | Vicky Leandros                              | “Après toi”                            |                                |                          | SF: - / F: -     | SF: - / F: -   |
| Luxemburgo | 1973   | Selecção Interna de 1973                      | Anne-Marie David                            | “Tu te reconnaîtras”                   |                                |                          | SF: - / F: -     | SF: - / F: -   |
| Luxemburgo | 1974   | Selecção Interna de 1974                      | Ireen Sheer                                 | “Bye Bye I Love You”                   |                                |                          | SF: - / F: -     | SF: - / F: -   |
| Luxemburgo | 1975   | Selecção Interna de 1975                      | Geraldine                                   | “Toi”                                  |                                |                          | SF: - / F: -     | SF: - / F: -   |
| Luxemburgo | 1976   | Selecção Interna de 1976                      | Jürgen Marcus                               | “Chansons pour ceux qui s'aiment”      |                                |                          | SF: - / F: -     | SF: - / F: -   |
| Luxemburgo | 1977   | Selecção Interna de 1977                      | Anne-Marie B                                | “Frère Jacques”                        |                                |                          | SF: - / F: -     | SF: - / F: -   |
| Luxemburgo | 1978   | Selecção Interna de 1978                      | Baccara                                     | “Parlez-vous français?”                |                                |                          | SF: - / F: -     | SF: - / F: -   |
| Luxemburgo | 1979   | Selecção Interna de 1979                      | Jeane Manson                                | “J'ai déjà vu ça dans tes yeux”        |                                |                          | SF: - / F: -     | SF: - / F: -   |
| Luxemburgo | 1980   | Selecção Interna de 1980                      | Sophie & Magaly                             | “Papa Pingouin”                        |                                |                          | SF: - / F: -     | SF: - / F: -   |
| Luxemburgo | 1981   | Selecção Interna de 1981                      | Jean-Claude Pascal                          | “C'est peut-être pas l'Amérique”       |                                |                          | SF: - / F: -     | SF: - / F: -   |
| Luxemburgo | 1982   | Selecção Interna de 1982                      | Svetlana                                    | “Cours après le temps”                 |                                |                          | SF: - / F: -     | SF: - / F: -   |
| Luxemburgo | 1983   | Selecção Interna de 1983                      | Corinne Hermès                              | “Si la vie est cadeau”                 |                                |                          | SF: - / F: -     | SF: - / F: -   |
| Luxemburgo | 1984   | Selecção Interna de 1984                      | Sophie Carle                                | “100% d'amour”                         |                                |                          | SF: - / F: -     | SF: - / F: -   |
| Luxemburgo | 1985   | Selecção Interna de 1985                      | Anne, Franck, Diane, Ireen, Chris & Malcolm | “Children, Kinder, Enfants”            |                                |                          | SF: - / F: -     | SF: - / F: -   |
| Luxemburgo | 1986   | Selecção Interna de 1986                      | Sherisse Laurence                           | “L'amour de ma vie”                    |                                |                          | SF: - / F: -     | SF: - / F: -   |
| Luxemburgo | 1987   | Selecção Interna de 1987                      | Plastic Bertrand                            | “Amour Amour”                          |                                |                          | SF: - / F: -     | SF: - / F: -   |
| Luxemburgo | 1988   | Selecção Interna de 1988                      | Lara Fabian                                 | “Croire”                               |                                |                          | SF: - / F: -     | SF: - / F: -   |
| Luxemburgo | 1989   | Selecção Interna de 1989                      | Park Café                                   | “Monsieur”                             |                                |                          | SF: - / F: -     | SF: - / F: -   |
| Luxemburgo | 1990   | Selecção Interna de 1990                      | Céline Carzo                                | “Quand je te rêve”                     |                                |                          | SF: - / F: -     | SF: - / F: -   |
| Luxemburgo | 1991   | Selecção Interna de 1991                      | Sarah Bray                                  | “Un baiser volé”                       |                                |                          | SF: - / F: -     | SF: - / F: -   |
| Luxemburgo | 1992   | Selecção Interna, Final Nacional de 1992      | Marion Welter & Kontinent                   | “Sou fräi”                             |                                |                          | SF: - / F: -     | SF: - / F: -   |
| Luxemburgo | 1993   | Selecção Interna, Final Nacional de 1993      | Modern Times                                | “Donne-moi une chance”                 |                                |                          | SF: - / F: -     | SF: - / F: -   |